# Age of Wonders III
Age of Wonders III est un jeu vidéo de stratégie au tour par tour développé et édité par Triumph Studios. Il est sorti le 31 mars 2014. C'est le quatrième volet de la série Age of Wonders.

## Synopsis
Plusieurs siècles ont passé depuis le dernier conflit qu'ait connu Athla, et le monde a changé : après plusieurs années d'entente entre les différentes races, Draconiens, Orques, Humains, Hauts-Elfes, Nains et Gobelins, une nouvelle scission est apparue entre les membres de l'organisation fondée par la reine Julia et rassemblant toutes les races : la Communauté. Cette dernière a connu des difficultés, les tensions se multipliant entre les différentes races qui la composaient. Ces tensions finirent par éclater sur une fracture de la Communauté, coupée en deux : les Hauts-Elfes, la réunion des peuples autrefois séparés des Elfes sylvestres et des Elfes noirs, partirent vers l'ouest pour fonder leur propre royaume, la Cour Elfique. Les Humains gardèrent le contrôle de la Communauté, devenue un véritable empire avec à sa tête un empereur, d'abord Victor Dagan, puis son fils, Léonus Dagan.
La Cour elfique, quant à elle, est dirigée par le couple royal du peuple Haut-Elfe : la reine Julia, la fille du roi Inioch, et le roi Saridas, ancien lieutenant du prince des elfes noirs Meandor. Le couple royal a deux enfants : le prince Thannis et la princesse Sundren. Les tensions se multipliant une nouvelle fois entre la Cour Elfique et la Communauté, une ambassade dirigée par Thannis a été envoyée dans la Vallée des Merveilles où ils rencontreront les représentants de la Communauté afin d'éviter la guerre. Dans le même temps, au nord, Edward Portsmith, un Machiniste récemment promu dans l'armée de la Communauté, va affronter le seigneur Oscar van Heldon, le dirigeant de la province rebelle de Brisska.
Mais, manipulés dans l'ombre, les différents dirigeants, aussi bien de la Communauté que de la Cour Elfique, risquent de plonger le Continent Béni d'Athla dans un nouveau conflit d'envergure.

## Système de jeu
Le jeu reprend en grande partie le gameplay des jeux précédents, c'est-à-dire qu'il est constitué de deux parties distinctes : une partie stratégique et une partie tactique. Lors de la partie stratégique, le joueur gère ses villes, construit et déplace ses armées, les utilise pour reconnaître les environs et explorer des tombeaux ou des temples perdus afin de trouver des ressources ou des pièces d'équipements qu'il pourra donner à ses héros, et enfin il doit gérer les relations diplomatiques avec les autres joueurs ainsi qu'avec les villes indépendantes. Le tout se déroule sur une grande carte découpée en hexagones. Enfin, lorsqu'une de ses armées rencontre une armée ennemie, on entre dans le mode tactique, où le joueur gère chaque unité constitutive de son armée et peut utiliser leurs capacités spéciales. Il est possible de résoudre automatiquement les batailles sans entrer dans le mode tactique, ce qui est utile pour les affrontements peu équilibrés dont l'issue est certaine.
Le héros principal peut utiliser des sorts, à la fois sur la carte de campagne (par exemple pour invoquer des unités, améliorer le moral de ses villes ou diminuer celui des villes adverses, voire pour terraformer des zones de la carte stratégique) et sur la carte tactique, par exemple pour améliorer les aptitudes d'une unités ou infliger des dégâts à une unité adverse.
Le joueur perd lorsque son héros est mort et qu'il ne contrôle plus sa capitale. S'il la contrôle toujours, le héros y ressuscite quelques tours après sa mort.

## Races et classes
Les héros, dont le héros principal, ont chacun une race et une classe qui détermine les capacités spéciales et les unités auxquelles ils ont accès. Toutes les combinaisons sont possibles.
Les développeurs ont annoncé qu'une future mise à jour gratuite devrait augmenter les spécificités de chaque races en leur donnant des bonus spécifiques et en ajoutant des différences aux unités.

### Races
- Humains
- Hauts-Elfes
- Nains
- Orcs
- Gobelins
- Draconiens
- Semi-hommes ( DLC Golden Realms)
- Korgelés (DLC Eternal Lords[3])
- Tigrans (DLC Eternal Lords[3])

### Classes
- Belliciste
- Sorcier
- Machiniste
- Conspirateur
- Théocrate
- Archidruide
- Nécromancien (DLC Eternal Lords[3])

## Extensions

### Golden Realms
La première extension, nommée Golden Realms, est sortie le 18 septembre 2014. Elle ajoute la race des Semi-hommes, qui utilisent un système particulier leur permettant d'annuler les attaques en fonction d'un facteur de chance et du moral de l'unité , une campagne centrée sur cette nouvelle race, de nouveaux lieux et ennemis pour la carte de campagne, de nouvelles unités, objets, scénarios, et une nouvelle spécialisation magique : la magie sauvage, basée sur des effets aléatoires ou semi-aléatoires.

### Eternal Lords
Une seconde extension, Eternal Lords, centrée sur la classe du Nécromancien, est sortie le 14 avril 2015. Elle ajoute aussi les races des Korgelés et des Tigrans.